# Власенко Наталія Андріївна
Наталія Андріївна Власенко (нар. 3 січня 1929, Харків) — вчена-фізик, доктор фізико-математичних наук, професор.

## Біографія
Наталія Андріївна Власенко народилась 3 січня 1929 року в місті Харків. У 1952 році закінчила Харківський університет.

## Трудова діяльність
Після закінчення Харківського університету з 1952 року до 1960 Наталія Андріївна працювала в цьому ж університеті. Від 1960 року працювала в Інституті фізики напівпровідників НАН України (Київ): старшим науковим співробітником, від 1966 до 1995 року — завідувачем відділу електролюмінесценції, від 1995 року — провідним науковим співробітником.

## Наукові дослідження
Власенко Н. А. проводила дослідження в області електролюмінесценції, фотолюмінесценції та оптики тонких напівпровідникових плівок. Зробила вагомий внесок у розвиток фізичних уявлень про механізми збудження та старіння в тонкоплівкових електролюмінесцентних структурах (ТПЕЛС), роль інтерференційних і магнітних ефектів, фізичну модель власної пам'яті та природу просторово неоднорідних динамічних станів у світінні.

## Досягнення. Відзнаки
- 1973 рік — отримала Державну премію УРСР у галузі науки і техніки.
- 1977 рік — доктор фізико-математичних наук.
- 1984 рік — професор.
- 2003 рік — премія НАН України імені В. Є. Лашкарьова.

## Наукові праці
1. Исследование электролюминесценции сублимат-фосфора ZnS: Mn // Оптика и спектроскопия. 1960. — Т. 8. — № 1. (рос.) (співавторство)
2. Physical Processes in Thin-Film Electroluminescent MSM, MSIM and MISIM Structures // Acta Polytechnica Scandinavica. Appl. Phys. Ser. 1990. № 170. (англ.)
3. On nature of centers responsible for inherent memory in ZnS: Mn thin-film electroluminescent devices // J. Crystal Growth, 2000. — Т. 216. (англ.) (співавторство)
4. On origin of rapid portion of luminance-voltage dependence of ZnS: Mn TFEL devices and its aging behaviour // Semiconductor Physics, Quantum Electronics & Optoelectronics. 2002. — Т. 5. — № 1 (англ.) (співавторство)
5. Self-Organization Patterns in Electroluminescence of Bistable ZnS: Mn Thin-Film Structures // Там само. 2004. — T. 7. — № 2. (англ.) (співавторство)